# Max Pauli
Max Pauli (7. August 1864 in Berlin – nach 1942) war ein deutscher Opernsänger (Tenor) und Gesangspädagoge.

## Leben
Als der Sohn eines Tanzlehrers 1888 in einem Verein zu singen begann, machte man ihn allgemein auf seine außergewöhnlich schöne Stimme aufmerksam und riet ihm, dieselbe ausbilden zu lassen. Pauli nahm Unterricht bei Max Julius Scherhey (* 1861 St. Petersburg; † 1903 New York), dem Direktor des Scherhey'schen Konservatoriums (Berlin) und trat 1891 am Krollschen Theater (Berlin) seine Bühnenlaufbahn an, wo er als „Fenton“ in Die lustigen Weiber von Windsor debütierte. Er war dort drei Jahre Sommergast und wirkte in den Wintermonaten 1892 und 1893 am Stadttheater in Lübeck. 1894 kam er nach Düsseldorf (Antrittsrolle „Tamino“ in Die Zauberflöte), 1896 ans Stadttheater Nürnberg (Antrittsrolle „Lyonel“ in Martha) und trat 1900 nach glücklich absolviertem Gastspiel als „Almaviva“ (Il barbiere di Siviglia), „Florestan“ (Fidelio) und „Tamino“ in den Verband des Hoftheaters Karlsruhe, wo er bis 1906 verblieb. Hier wirkte er 1903 in der Uraufführung der Oper Ilsebill von Friedrich Klose in der Rolle des Fischers mit.
Dem Opernhaus von Köln gehörte er von 1906 bis zu seinem Bühnenabschied 1914 an.
Bis 1921 trat er noch gelegentlich in Konzerten auf, so bei Veranstaltungen des Kölner Männer-Gesang-Vereins, dessen Mitglied er war.
Als Gast trat Pauli an den Hofopern von Berlin (1899), München (1905) und Dresden (1908), an den Hoftheatern von Mannheim und Wiesbaden, sowie an den Opernhäusern von Hamburg, Frankfurt a. M. und 1906 an der Wiener Volksoper auf.
Ab 1914 war er als Gesangslehrer tätig. 1943 wurde sein Name letztmalig im Amtlichen Fernsprechbuch für den Bezirk der Reichspostdirektion Köln nachgewiesen, dann verliert sich seine Spur.